# Turitia uniformis
Turitia uniformis är en insektsart som beskrevs av Heinrich Christian Friedrich Schumacher 1912. Turitia uniformis ingår i släktet Turitia och familjen dvärgstritar. Inga underarter finns listade i Catalogue of Life.